# Gianfrancesco I. Gonzaga

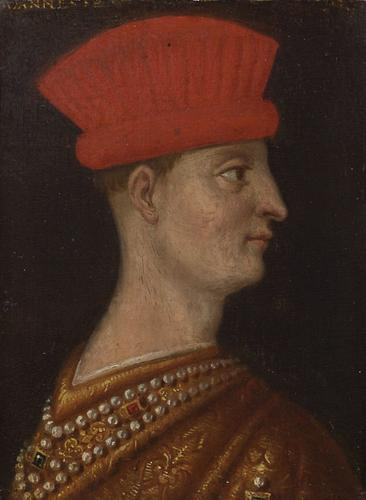
Gianfrancesco I. Gonzaga

Gianfrancesco I. Gonzaga (* Juni 1395 in Mantua; † 25. September 1444 ebenda) war der Sohn von Francesco I. Gonzaga, Herr von Mantua, und dessen Nachfolger in der Signoria ab 1407. Er wurde 1433 anlässlich der Verlobung seines Sohnes Ludovico III. Gonzaga mit Barbara von Brandenburg von Kaiser Sigismund zum Markgrafen von Mantua ernannt.

## Leben
Er war seit dem 22. August 1409 mit Paola Malatesta (1393–1449) verheiratet, Tochter des Malatesta IV Malatesta, Signore di Pesaro und der Elisabetta da Varano. Mit ihr hatte er sieben Kinder:
- Ludovico III. Gonzaga (1412–1478), Markgraf von Mantua
- Carlo Gonzaga (* zwischen 1413 und 1423[3] † 1456) ⚭ 1437 Lucia d’Este (* 24. März 1419; † 28. Juni 1437), Tochter des Niccolò III. d’Este
- Margherita Gonzaga († 7. Juli 1439) ⚭ Januar 1435 Leonello d’Este (1407–1450)
- Gianlucido Gonzaga (* 1421; † 11. Juni 1448)
- Cecilia Gonzaga[4]  (1425–1451), Nonne im Kloster Santa Chiara in Mantua
- Leonella Gonzaga, Nonne
- Alessandro Gonzaga (* 1427; † 16. Januar 1466)[5] ⚭ Agnes da Montefeltro († 16. Dezember 1447), Tochter des Guidantonio da Montefeltro, Graf von Urbino

1423 holte er Vittorino da Feltre als Erzieher seiner Kinder an seinen Hof.